# Groencertificaat
Het groencertificaat of productiecertificaat bestond uit drie verschillende soorten certificaten, Garanties van oorsprong, RECS-certificaat en WKK-certificaat. Om voorheen voor een van de certificaten in aanmerking te komen diende men de elektriciteit duurzaam of door een warmtekrachtkoppelingsinstallatie op te wekken. 
Het groencertificaat stond onder beheer van CertiQ een dochteronderneming van Tennet. 
Het systeem van groencertificaten is per 1 januari 2004 vervangen door de garanties van oorsprong regeling omdat groencertificaten in de praktijk fraudegevoelig bleken. De garantie van oorsprong zou een beter bewijs zijn dat de groene stroom op een duurzame wijze is opgewekt.
Per 1 januari 2005 is  daar de regeling stroometikettering aan toegevoegd.